# Quicky

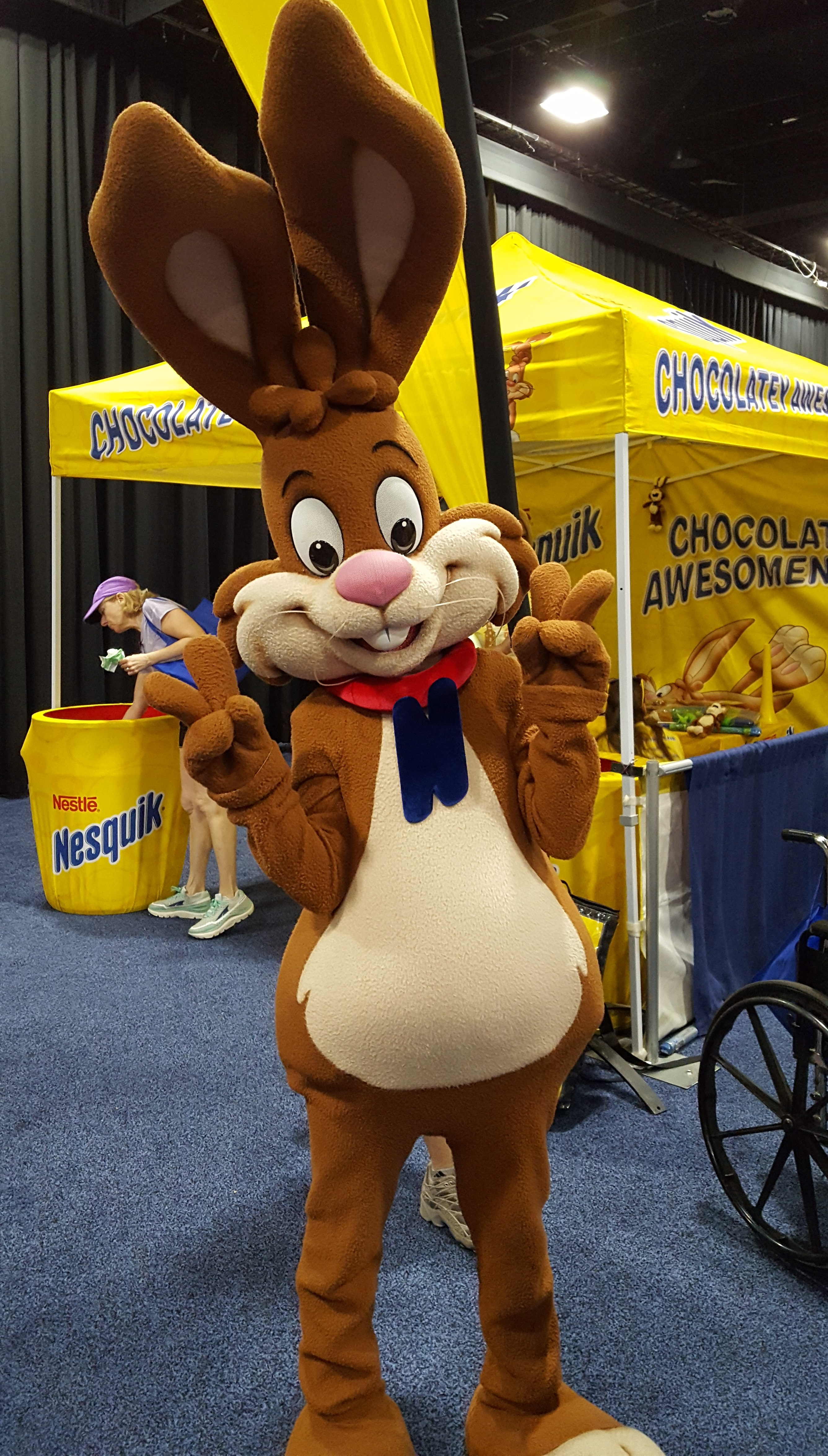
La mascotte Quicky.

Quicky est la mascotte internationale de Nesquik depuis 1973. Il a remplacé la mascotte francophone Groquik en 1990 pour des raisons commerciales, Groquik donnant une mauvaise image au produit, car les gens auraient pu croire que Nesquik rendait gros. Il s'agit d'un lapin au pelage marron et blanc habillé en jaune et portant, en France, un collier orné d'un N bleu marine.

## Histoire
La marque Nesquik est lancée par Nestlé aux États-Unis en 1948 ; sa mascotte Quicky y existe depuis 1973. Officiellement appelé « Quick Bunny », il s'agit d'un « lapin sautillant qui arbore fièrement un Q sur son tee-shirt à la manière du S de Superman, […] devenu à coups de pubs télé, le meilleur ami des enfants ». Nesquik ne commence à émerger en France qu'en 1961, mais doit faire face à la concurrence de Banania et le choix d'un lapin n’apparaît pas comme la meilleure idée marketing. Les équipes de la marque lancent donc en 1978 Groquik, « une mascotte dans l'air du temps : un indéfinissable personnage jaune, rondouillard et à la grosse voix ». Dessiné par Gilbert Mas, il s'inspire de Casimir de L'Île aux enfants, dont la popularité est censée rejaillir sur lui. Il est reconnaissable à son slogan : « Nesquik, on en a une énooOOOoorme envie ».
Mais jugé « trop gros, trop neuneu, pas assez sportif » par la marque, laquelle anticipe également « la rationalisation nutritionnelle qui s'empare de tous les marchés alimentaires dans les années 1990, notamment après la crise de la vache folle », Groquick est tout bonnement supprimé dès 1990. Apparaît donc Quicky, issu donc du marché américain, avec un nouveau slogan, plus politiquement correct : « Nesquik, on en a une sacrée envie », chose d'autant plus nécessaire que la marque se lance en plus à cette période sur le marché des céréales. Depuis vingt ans, le design de Quicky a évolué, notamment sous la plume du dessinateur attitré de la mascotte, l'Espagnol Ramon Casanyes. Adeline Susbielles, responsable de la marque de boisson chocolatée chez Nestlé France commente cette évolution : « Il est à la fois très dynamique et très proche des préoccupations des préados ». Il alterne ainsi deux casquettes dans les spots publicitaires : un peu turbulent, s'habillant en baggies avec une casquette à l'envers, mais responsable, afin de rester l'« allié des mamans, pour que leurs bambins boivent sagement du lait ».

## Publicités
Il fut le héros de nombreux produits dérivés publicitaires, notamment en bandes dessinées :
- Quicky 1 : Surprise-Party (1992) de Didgé
- La Estrella de Nesquik (1993) de Casanyes
- Quicky 2 : Quicky au Zoo (1993) de Didgé
- Les Aventures de Quicky 1 : Le Mystère des orties (1994) de Casanyes
- Quicky 3 : SuperStar (1995) de Didgé
- Les Aventures de Quicky 2 : L'Imposteur (1996) de Casanyes
- Quicky 4 : Globe Trotter (1997) de Didgé
- Les Aventures de Quicky 3 : Le Glaçon noir (1998) de Casanyes